# Karim Wade

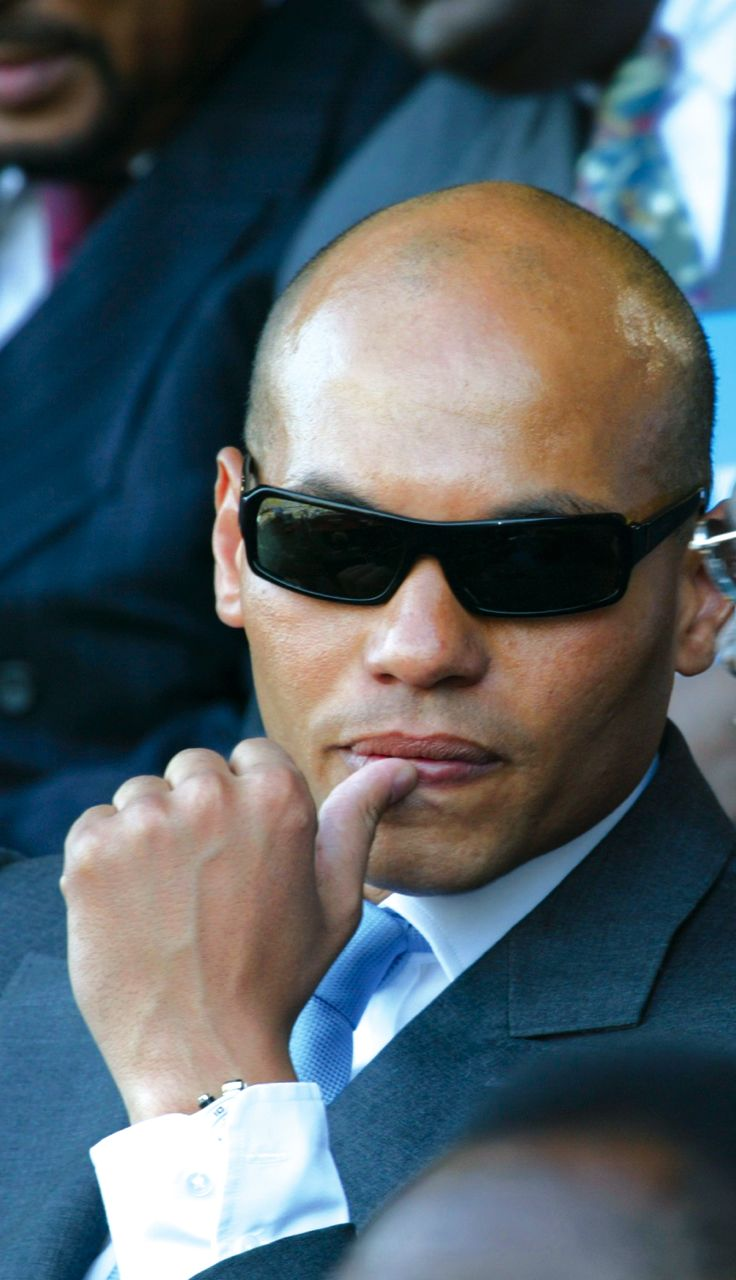
Karim Wade (2008)

Karim Meïssa Wade (geboren am 1. September 1968 in Paris) ist ein senegalesischer Bänker und ehemaliger Politiker der Parti Démocratique Sénégalais (PDS).

## Ausbildung und Arbeit als Banker
Karim Wade ist der Sohn des ehemaligen Präsidenten des Senegals, Abdoulaye Wade und seiner Frau Viviane. Er begann seine Schulausbildung in Dakar, der Hauptstadt des Landes, und beendete sie in einem Internat in der französischen Stadt Pontoise, wo er 1987 ein Baccalauréat B erwarb. Er nahm anschließend ein Studium in Wirtschaftswissenschaften und Management an der Sorbonne auf, welches er 1993 mit einem DÉSS in Finanzwirtschaft abschloss. Nach einem sechsmonatigen Praktikum bei der Pariser Niederlassung des Schweizerischen Bankvereins wurde Wade dort übernommen, später arbeitete er in London bei Warburg. Hier spezialisierte er sich auf den Bergbausektor und beriet unter anderem die Regierungen des Gabun, Angolas, Guineas und der Elfenbeinküste, zu seinen Kunden gehörten auch De Beers, Anglo American und Texaco. Von November 1999 bis April 2000 nahm er sich eine berufliche Auszeit, um die letztlich erfolgreiche Kandidatur seines Vaters bei der Präsidentschaftswahl Anfang 2000 zu unterstützen.

## Politik
Nach der Wahl wurde Wade von seinem Vater zu dessen Berater in seine Funktion als Staatschef berufen. Er pendelte noch eine Weile zwischen London und Dakar, ehe er 2002 wieder in den Senegal zog. Hier kümmerte er hauptsächlich um finanzielle Fragen, wobei es ihm vermehrt gelang, Personen und Firmen aus den Ölstaaten am persischen Golf zu Investitionen im Lande zu bewegen. Dies wurde im Lande durchaus kontrovers diskutiert.
Wade übernahm in der Folge den Vorsitz der nationalen Vertretung der Organisation für Islamische Zusammenarbeit (OCI) und war für die Durchführung von zwei  Gipfelkonferenzen im März 2008 und im Herbst 2009 in Dakar zuständig.
Einen Monat nachdem Wade bei der Kommunalwahl in Dakar einen Sitz im Stadtrat erlangen konnte, berief ihn der neuernannte Premierminister Souleymane Ndéné Ndiaye im Mai 2009 in sein Kabinett. Hier fungierte er zunächst als Superminister für Internationale Zusammenarbeit, Infrastruktur, Luftfahrt und Raumordnung. Letzteren Bereich gab Wade im Oktober 2010 ab, stattdessen erhielt er das Energieministerium. Hierdurch bekam er Zugriff auf, je nach Quelle, rund ein Drittel bis nahezu der Hälfte der Staatsausgaben des Senegals. Seine Position ermöglichte es ihm, ein umfangreiches Vermögen anzuhäufen, das er in verschiedene Offshore-Finanzplätze transferierte.
Wade wurde allgemein als ein möglicher Nachfolger seines Vaters angesehen. Von der Zeitschrift Jeune Afrique wurde er zu einer der 100 wichtigsten Persönlichkeiten Afrikas für das Jahr 2009 erklärt.

## Strafverfahren
Nach der Wahl Macky Salls zum Präsidenten der Republik 2012 verlor Wade seine Staatsämter. Gegen ihn wurden Ermittlungen wegen Unterschlagung und Korruption aufgenommen. Es wurde ein Ausreiseverbot über ihn verhängt. Dass ihm dieses erst am Flughafen und nicht schon im Voraus mitgeteilt worden war, wurde von einem Gericht der CEDEAO offiziell gerügt. Die Arbeitsgruppe der Vereinten Nationen gegen willkürliche Festnahmen und mehrere Menschenrechtsorganisationen beklagten ebenfalls mehrfach unfaire Ermittlungsmethoden. Im April 2013 wurde gegen Wade Anklage erhoben; zugleich wurde er in Untersuchungshaft genommen ohne die Möglichkeit, gegen Kaution auf freien Fuß zu kommen.
Ein 3000 Seiten umfassendes Dossier, das Wade vorgelegt hatte, um damit die rechtmäßige Herkunft seines 694 Milliarden Francs (CFA) und somit umgerechnet rund eine Milliarde Euro umfassenden Vermögens zu belegen, bewahrte ihn nicht davor, im März 2015 zu sechs Jahren Gefängnis und einer Geldstrafe von 138 Milliarden CFA-Franc (etwa 210 Millionen Euro) verurteilt zu werden. Dieses Urteil wurde auf seine Berufung hin im August 2015 vom höchsten Gericht des Landes bestätigt. Nach gut der Hälfte der Freiheitsstrafe wurde Wade im Juni 2016 von Sall begnadigt und aus der Haft entlassen. Er verließ daraufhin den Senegal. Eine angedachte Kandidatur bei der Präsidentschaftswahl 2019 wäre wegen seiner Haftstrafe von mehr als fünf Jahren aufgrund des geltenden Wahlgesetzes nicht möglich gewesen, dies wurde vom senegalesischen Verfassungsgericht bestätigt.
Das Verfahren gegen Wade fand vor einem Spezialgericht statt, mit dessen Einrichtung die Korruption im Lande bekämpft werden sollte. Es wurde im Lande kontrovers diskutiert, Anhänger seiner Partei werteten es als politisch motiviert. Demgegenüber verwies Präsident Sall im Oktober 2013 auf die Unabhängigkeit der senegalesischen Justiz. Nach Ansicht von Daouda Seck von der Friedrich-Naumann-Stiftung hat die vorzeitige Entlassung Wades nicht nur humanitäre Gründe gehabt. Das Wirken einflussreicher Persönlichkeiten dürfte ebenso eine Rolle gespielt haben wie das Bestreben von Präsident Sall, die bestehenden Spannungen innerhalb der politischen Landschaft zu entschärfen und dadurch einen Dialog zwischen Regierung und Opposition zu ermöglichen.

## Privates
Wades Ehefrau Karine, eine Französin, starb nach mehrmonatiger Krankheit am 10. April 2009 im Alter von 40 Jahren. Das Paar hatte sich an der Sorbonne kennengelernt und hatte drei Töchter. Er lebt, Stand Anfang 2019, in Singapur; aus der senegalesischen Politik hat er sich zurückgezogen.